# رحلان كهربائي هلامي ثنائي الأبعاد

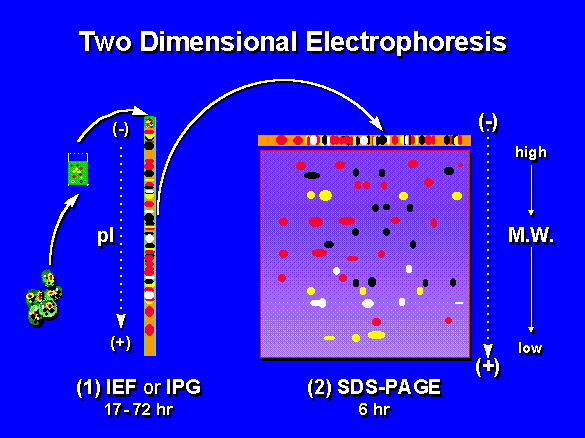
مخطط لرحلان كهربائي هلامي ثنائي الأبعاد، في البعد الأول (1) يُفصل الخليط طوليا حسب نقطة تساوي الكهربائية (PI) عبر البأر متساوي التكهرب (IEF) ويستمر ذلك 17-72 ساعة. وفي البعد الثاني (2) يُفصل الخليط مجددا أفقيا حسب الوزن الجزيئي عبر تقنية سدس-بايج ويستمر ذلك لـ6 ساعات.

الرحلان الكهربائي الهلامي ثنائي الأبعاد (بالإنجليزية: Two-dimensional gel electrophoresis)‏ هو نوع من تقنية الرحلان الكهربائي الهلامي يتم فيه فصل ودراسة خلائط البروتين المعقدة باستخدام خاصيتين من خصائص البروتين وقد صُمِّم كتوليفة لتقنيتي البأر متساوي التكهرب (IEF) وسدس-بايج (SDS-PAGE).
في المرحلة الأولى (البعد الأول) تُفصَل البروتينات حسب شحنتها (نقطة تساوي الكهربائية، PI) عبر تقنية البأر متساوي التكهرب، وفي المرحلة الثانية (البعد الثاني) تفصل البروتينات مجددا حسب وزنها الجزيئي. بعد فصل البروتينات في الهلام بالمرحلة الأولى بواسطة البأر متساوي التكهرب تتم بمعالجتها بدوديسيل كبريتات الصوديوم (SDS) لجعلها سالبة الشحنة ثم تخضع للرحلان بإدراج الهلام أفقيا في هلام سدس-بايج. وعليه تنفصل البروتينات المبأَّرة (المتركزة) في نقطة تساوي كهربائيتها وتتحرك تبعا لوزنها الجزيئي.
عادة يمكن فصل ما يزيد عن 10 آلاف بروتين باستخدام هلام أبعاده 20X20 سم. إذا كان وزن كمية البروتين حوالي 10 نانوغرام فإن صبغ كوماسي يستخدم للتحديد، أما إن كانت الكمية حوالي 0.5 نانوغرام فيستخدم صبغ الفضة أو الفلورية. استخدام نظام يعرف بـ"ISO-DALT" يسمح بإجراء تقنيتي البأر متساوي التكهرب وسدس-بايج في آن واحد.
تم تقديم الرحلان الثنائي سنة 1975 بواسطة باتريك أوفاريل  وكلوزه  بشكل منفصل. تحسن تبني وتطبيق هذه التقنية بعد ابتكار شرائط مدروج الأس الهيدروجيني المثبت (IPG) حيث أعطت نتائج جيدة قابلة للإعادة وأصبح التعامل مع التقنية أكثر سهولة. في البداية كانت رؤية البروتينات تتم بواسطة الوسم بالنظيرين فوسفور 32 وكبريت 35، أما الآن فقد استبدلت تلك التقنيات بتقنيات أكثر حساسية مثل SYBRO Ruby. بعد تنفيذ تقنية الرحلان الثنائي تُلتقط صورة ويتم تحليلها بمختلف برامج تحليل الرحلان الثنائي مثل: ImageMaster ،Delta2D...إلخ لإيجاد عدد البروتينات المعبر عنها في نسيج معين.